# Аргентина на зимних Олимпийских играх 2018
Аргентина на зимних Олимпийских играх 2018 года была представлена 7 спортсменами в 3 видах спорта. Аргентинская сборная стала самой малочисленной с Игр 1998 года, когда страна была представлена лишь двумя спортсменами. На церемонии открытия Игр право нести национальный флаг было доверено участнику Игр 2014 года горнолыжнику Себастьяно Гастальди, а на церемонии закрытия — саночнице Веронике Марии Равенне, которая заняла 24-е место в женских соревнованиях. По итогам соревнований сборная Аргентины, принимавшая участие в своих девятнадцатых зимних Олимпийских играх, вновь осталась без медалей.

## Состав сборной
В заявку сборной Аргентины для участия в Играх 2018 года вошли 7 спортсменов (4 мужчины и 3 женщины), которые выступили в 4 олимпийских дисциплинах. Также заявка на Игры включала в себя 7 тренеров и 2 официальных лиц. Главой олимпийской делегации на зимних Играх стала Магдалена Каст Фрейре.
 Горнолыжный спорт
1. Себастьяно Гастальди
2. Николь Гастальди

 Лыжные гонки
1. Матиас Сулоага
2. Мария Сесилия Домингес

 Санный спорт
1. Вероника Мария Равенна

 Сноуборд
1. Стивен Уильямс
2. Матиас Шмитт

## Результаты соревнований

### Лыжные виды спорта

#### Горнолыжный спорт
Квалификация спортсменов для участия в Олимпийских играх осуществлялась на основании специального квалификационного рейтинга FIS по состоянию на 21 января 2018 года. При этом НОК для участия в Олимпийских играх мог выбрать только того спортсмена, который вошёл в топ-500 олимпийского рейтинга в своей дисциплине, и при этом имел определённое количество очков, согласно квалификационной таблице. Страны, не имеющие участников в числе 500 сильнейших спортсменов, могли претендовать только на квоты категории «B» в технических дисциплинах. По итогам квалификационного отбора сборная Аргентины завоевала 2 олимпийские лицензии категории «A».
Мужчины
| Соревнование      | Спортсмены           | Скоростной спуск/ 1 спуск | Скоростной спуск/ 1 спуск | Слалом/ 2 спуск | Слалом/ 2 спуск | Всего | Место | Отставание |
| Соревнование      | Спортсмены           | Время                     | Место                     | Время           | Место           | Всего | Место | Отставание |
| ----------------- | -------------------- | ------------------------- | ------------------------- | --------------- | --------------- | ----- | ----- | ---------- |
| гигантский слалом | Себастьяно Гастальди | DNF                       | DNF                       | —               | —               | —     | —     | —          |

Женщины
| Соревнование      | Спортсмены       | Скоростной спуск/ 1 спуск | Скоростной спуск/ 1 спуск | Слалом/ 2 спуск | Слалом/ 2 спуск | Всего   | Место | Отставание |
| Соревнование      | Спортсмены       | Время                     | Место                     | Время           | Место           | Всего   | Место | Отставание |
| ----------------- | ---------------- | ------------------------- | ------------------------- | --------------- | --------------- | ------- | ----- | ---------- |
| слалом            | Николь Гастальди | DNF                       | DNF                       | —               | —               | —       | —     | —          |
| гигантский слалом | Николь Гастальди | 1:18,06                   | 44                        | 1:15,38         | 43              | 2:33,44 | 42    | +13,42     |

#### Лыжные гонки
Квалификация спортсменов для участия в Олимпийских играх осуществлялась на основании специального квалификационного рейтинга FIS по состоянию на 21 января 2018 года. Для получения олимпийской лицензии категории «A» спортсменам необходимо было набрать максимум 100 очков в дистанционном рейтинге FIS. При этом каждый НОК может заявить на Игры 1 мужчину и 1 женщины, если они выполнили квалификационный критерий «B», по которому они смогут принять участие в спринте и гонках на 10 км для женщин или 15 км для мужчин. По итогам квалификационного отбора сборная Аргентины завоевала 2 олимпийские лицензии категории «B».
Мужчины
Дистанционные гонки
| Соревнование           | Спортсмены     | Результат | Место | Отставание |
| ---------------------- | -------------- | --------- | ----- | ---------- |
| 15 км свободным стилем | Матиас Сулоага | 42:27,5   | 100   | +8:43,6    |

Женщины
Дистанционные гонки
| Соревнование           | Спортсмены             | Результат | Место | Отставание |
| ---------------------- | ---------------------- | --------- | ----- | ---------- |
| 10 км свободным стилем | Мария Сесилия Домингес | 34:16,1   | 87    | +9:15,6    |

#### Сноуборд
По сравнению с прошлыми Играми в программе соревнований произошёл ряд изменений. Вместо параллельного слалома были добавлены соревнования в биг-эйре. Во всех дисциплинах, за исключением мужского сноуборд-кросса, изменилось количество участников соревнований, был отменён полуфинальный раунд, а также в финалах фристайла спортсмены стали выполнять по три попытки. Квалификация спортсменов для участия в Олимпийских играх осуществлялась на основании специального квалификационного рейтинга FIS по состоянию на 21 января 2018 года. Для каждой дисциплины были установлены определённые условия, выполнив которые спортсмены могли претендовать на попадание в состав сборной для участия в Олимпийских играх. По итогам квалификационного отбора сборная Аргентины не смогла завоевать олимпийские лицензии, однако после перераспределения квот получила места в мужском сноуборд-кроссе, слоупстайле и биг-эйре.
Мужчины
Фристайл
| Соревнование | Спортсмены   | Квалификация | Квалификация | Квалификация | Квалификация | Финал                | Финал                | Финал                | Финал                | Итоговое место |
| Соревнование | Спортсмены   | Заезд        | 1 спуск      | 2 спуск      | Место        | 1 спуск              | 2 спуск              | 3 спуск              | Место                | Итоговое место |
| ------------ | ------------ | ------------ | ------------ | ------------ | ------------ | -------------------- | -------------------- | -------------------- | -------------------- | -------------- |
| слоупстайл   | Матиас Шмитт | 2            | 50,86        | 20,68        | 12           | завершил выступление | завершил выступление | завершил выступление | завершил выступление | 24             |
| биг-эйр      | Матиас Шмитт | 2            | 51,75        | 23,00        | 15           | завершил выступление | завершил выступление | завершил выступление | завершил выступление | 30             |

Сноуборд-кросс
| Соревнование   | Спортсмены     | Квалификация | Квалификация | 1/8 финала | 1/8 финала | Четвертьфинал        | Четвертьфинал        | Полуфинал            | Полуфинал            | Финал                | Итоговое место |
| Соревнование   | Спортсмены     | Время        | Место        | Заезд      | Место      | Заезд                | Место                | Заезд                | Место                | Место                | Итоговое место |
| -------------- | -------------- | ------------ | ------------ | ---------- | ---------- | -------------------- | -------------------- | -------------------- | -------------------- | -------------------- | -------------- |
| сноуборд-кросс | Стивен Уильямс | 1:15.35      | 29           | 3          | 4          | завершил выступление | завершил выступление | завершил выступление | завершил выступление | завершил выступление | 30             |

### Санный спорт
Квалификация спортсменов для участия в Олимпийских играх осуществлялась на основании рейтинга Кубка мира FIL по состоянию на 1 января 2018 года. По его результатам сборная Аргентины не смогла завоевать олимпийских лицензий, но получила одну квоту в женских соревнований после перераспределения двух российских лицензий.
Женщины
| Соревнование | Спортсмены             | 1 заезд   | 1 заезд | 2 заезд   | 2 заезд | 3 заезд   | 3 заезд | 4 заезд               | 4 заезд               | Итоговый результат | Итоговое место | Отставание |
| Соревнование | Спортсмены             | Результат | Место   | Результат | Место   | Результат | Место   | Результат             | Место                 | Итоговый результат | Итоговое место | Отставание |
| ------------ | ---------------------- | --------- | ------- | --------- | ------- | --------- | ------- | --------------------- | --------------------- | ------------------ | -------------- | ---------- |
| одиночки     | Вероника Мария Равенна | 47,175    | 22      | 47,788    | 26      | 47,739    | 24      | завершила выступление | завершила выступление | 2:22,702           | 24             | —          |